# Alliina
L'alliina è un amminoacido non proteinogenico costituente dell'aglio fresco, insieme a cicloalliina, isoalliina e S-metilcisteina. Si tratta di un solfossido derivato dalla cisteina.

## Storia
Il composto è stato descritto per la prima volta dai chimici svizzeri A. Stoll e E. Seebeck nel 1950.

## Struttura
L'amminoacido ha in posizione α, 4 differenti sostituenti ({\displaystyle {\ce {-COOH}}}, {\displaystyle {\ce {-NH2}}}, {\displaystyle {\ce {-R}}} e {\displaystyle {\ce {H}}}) e il loro posizionamento identifica come R lo stereocentro α. A livello dello zolfo è presente un altro stereocentro (i sostituenti sono −R1, −R2, =O e un doppietto elettronico) la cui priorità dei sostituenti è S. L'attività ottica della molecola è complessivamente L, dunque l'amminoacido si classifica come L-α.

## Reazioni biologiche
Alliina ed isoalliina, sottoposte ad azione enzimatica da parte dell'alliinasi (alliina liasi), contenuta nel sistema di vacuoli cellulari della stessa pianta vengono convertite nei solfonati, in primis allicina passando per intermedi solfenici, mentre la cicloalliina non è sensibile all'enzima. La trasformazione avviene anche solo per schiacciamento degli spicchi, e produce il caratteristico odore. Il composto è poco stabile, e per prevenirne l'ossidazione va mantenuto a 4 °C.